# Earth 2160
Earth 2160 – gra komputerowa z gatunku RTS, wydana w 2005 roku przez TopWare Interactive. Akcja gry ma miejsce w tytułowym 2160 roku, gracz prowadzi jedną z czterech frakcji. Gra została wydana w językach: polskim, niemieckim i angielskim. W grze gracz ma do czynienia z pełną grafiką w 3D, opartą na autorskim silniku Earth 4 produkcji Reality Pump Studios. Earth 2160 jest trzecią odsłoną serii Earth, nie licząc dodatków do Earth 2140 i Earth 2150.

## Fabuła
Fabuła gry rozpoczyna się od końca wcześniejszej części czyli Earth 2150: Lost Souls. Wtedy też zakończyły się przygotowania do ostatecznego opuszczenia ziemi przed jej nieuchronną zagładą, a konflikt między Carem Vladimirem II a społecznością Dynastii Euroazjatyckiej został zażegnany.
Gdy ED dotrze wreszcie na czerwoną planetę, stwierdzi, że Lunar Corporation założył tu już swoje bazy. Rozpoczyna się rywalizacja o zdatne do zamieszkania tereny i cenne surowce, kolejna wojna jest nieunikniona. Sytuacje pogarszają częste bunty w obu frakcjach, od nich to odłączają się ludzie którzy następnie tworzą zorganizowane bandy. Nadzieje przynosi plotka o nowej planecie podobnej do Ziemi zwanej "Rajem Utraconym". Euroazjatycka Dynastia oraz Lunar Corporation rozpoczynają ogromny konflikt którego celem jest każdy skrawek Układu Słonecznego.

## Rozgrywka
W nowej odsłonie zaimplementowano system modularnej budowy jednostek (rozwinięcie tego z Earth 2150) oraz budynków. Pozwala to na bardzo dużą swobodę np. w tworzeniu wyspecjalizowanych oddziałów myśliwców zajmujących się zwalczaniem piechoty, czy też pojazdów opancerzonych wyposażonych w rakiety ziemia-powietrze. Do dyspozycji graczy oddano cztery grywalne frakcje: Eurasian Dynasty, United Civilized States, Lunar Corporation oraz rasę obcych – Morphidów.
Jak w wielu innych grach wprowadzono namiastkę RPG – każda jednostka za zdobyte doświadczenie dostaje dodatkowe punkty, które z kolei przekładają się na bonusową siłę obrażeń oraz pancerza, dodatkowo tzw. bohaterowie oraz agenci posiadają ekwipunek (mogą w nim przechowywać m.in. dodatkową broń, apteczki, zbroję itp.).